# Гурічев Андрій Вікторович
Андрі́й Ві́кторович Гу́річев (26 червня 1991, Новомиргород або Кіровоград — 5 серпня 2015, Ленінське, Донецька область) — український пауерліфтер та військовослужбовець, вояк-доброволець (позивний «Барс»), командир взводу спостереження і технічних засобів спостереження 57-ї окремої мотопіхотної бригади. Чемпіон світу з пауерліфтингу. Загинув під час російсько-української війни.

## Біографія

Меморіальна дошка на фасаді Златопільської гімназії

Народився 26 червня 1991 року. Три роки навчався в Новомиргородській ЗОШ № 2. У 2008 році із золотою медаллю закінчив Златопільську гімназію, пізніше — Севастопольський національний університет ядерної енергії та промисловості. З 9-го класу захопився пауерліфтингом. Першу нагороду отримав вже в старших класах (тренер Олександр Аркадійович Шаповал), а у 2012 році здобув «золото» на чемпіонаті світу. Другу освіту здобував на факультеті фізичного виховання Кіровоградського державного педагогічного університету імені Володимира Винниченка. Навчався, працюючи тренером у фітнес-клубі «Зірка», і у віці 23 років вже возив на міжнародні змагання своїх вихованців. Майстер спорту України міжнародного класу, неодноразовий чемпіон України, призер кубків України, чемпіон світу і чемпіон Європи-2012.
Загинув між одинадцятою годиною вечора та дванадцятою ночі з 4 на 5 серпня 2015 року в результаті мінометного обстрілу спостережного пункту на териконі шахти «Південна» поблизу смт Ленінське за 800 метрів від окупованої Горлівки. Міна розірвалася в двох метрах від бійців, загинув солдат 54-го батальйону Валерій Трофимчук; Андрій дістав важкі поранення і помер від втрати крові дорогою до лікарні. Калібр міни — саме той, якого не повинно бути згідно з Мінськими домовленостями в зоні бойових дій.
Прощання з Андрієм Гурічевим відбулося 8 серпня 2015 року в Новомиргороді. Того самого дня його поховали на центральному цвинтарі Новомиргорода, неподалік входу на центральній алеї. Залишилися батьки й молодший брат.

## Нагороди
- За особисту мужність і високий професіоналізм, виявлені в захисті державного суверенітету та територіальної цілісності України, вірність військовій присязі нагороджений орденом Богдана Хмельницького III ступеня (29 жовтня 2016, посмертно).
- 14 серпня 2015 року нагороджений відзнакою Кіровоградської області «За мужність і відвагу».[5]
- 31 березня 2018 року нагороджений орденом «Народний Герой України» (посмертно)[6].

## Пам'ять
- 14 жовтня 2015 року, у День захисника України, на фасаді приміщення Златопільської гімназії, яку закінчив Андрій, відкрили меморіальну дошку[7].
- 13 листопада 2015 року рішенням сесії Новомиргородської міської ради іменем Андрія Гурічева назвали вулицю в його рідному місті.